# إيمي ماكان
إيمي ماكان (بالإنجليزية: Amy McCann)‏ (26 أكتوبر 1983 بوالسال في المملكة المتحدة - ) هي لاعبة كرة قدم بريطانية في مركز الهجوم. شاركت مع منتخب أيرلندا الشمالية لكرة القدم للسيدات. أما مع النوادي، فقد لعبت مع نادي إيفرتون للسيدات وLondon Bees ‏ وLeicester City W.F.C. ‏ وWolverhampton Wanderers W.F.C. ‏ وBirmingham City W.F.C. ‏.